# 2596 Vainu Bappu
2596 Vainu Bappu eller 1979 KN är en asteroid i huvudbältet som upptäcktes den 19 maj 1979 av den danske astronomen Richard West vid La Silla-observatoriet. Den är uppkallad efter Vainu Bappu.
Asteroiden har en diameter på ungefär 10 kilometer.